# Conegliano Valdobbiadene - Prosecco

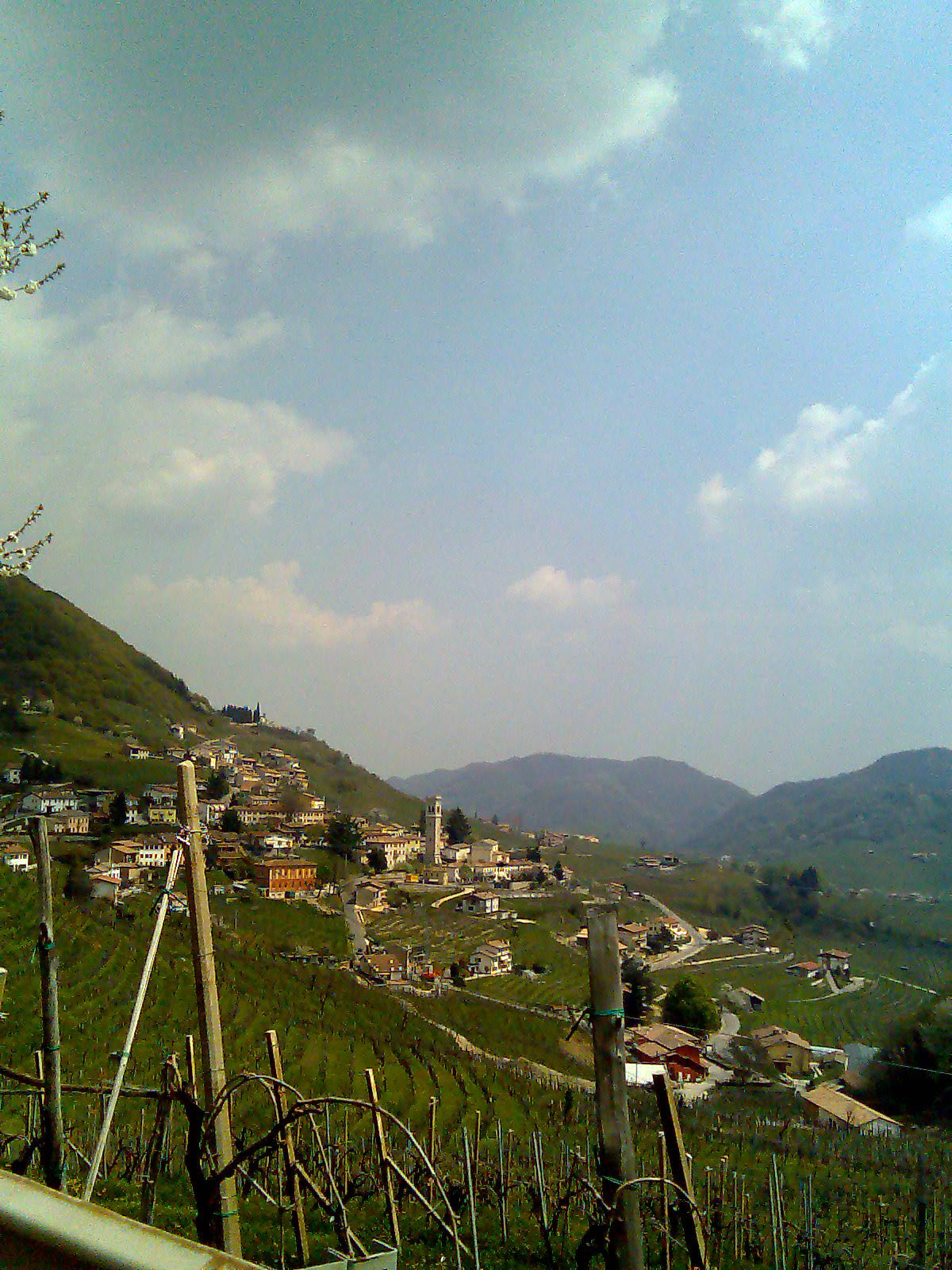
Le colline di Valdobbiadene

Il Conegliano Valdobbiadene - Prosecco, anche chiamato Conegliano - Prosecco o Valdobbiadene - Prosecco, è un vino a denominazione di origine controllata e garantita prodotto unicamente nelle colline dell'alta provincia di Treviso tra i 150 e i 350 m s.l.m., in particolare nella fascia collinare compresa tra Vittorio Veneto e Valdobbiadene.

## Zona di produzione
La zona di produzione comprende il territorio collinare dei comuni di: Conegliano, San Vendemiano, Colle Umberto, Vittorio Veneto, Tarzo, Cison di Valmarino, San Pietro di Feletto, Refrontolo, Susegana, Pieve di Soligo, Farra di Soligo, Follina, Miane, Vidor e Valdobbiadene.
Le uve prodotte nella microarea Cartizze di Valdobbiadene possono venir definite come "Valdobbiadene Superiore di Cartizze".

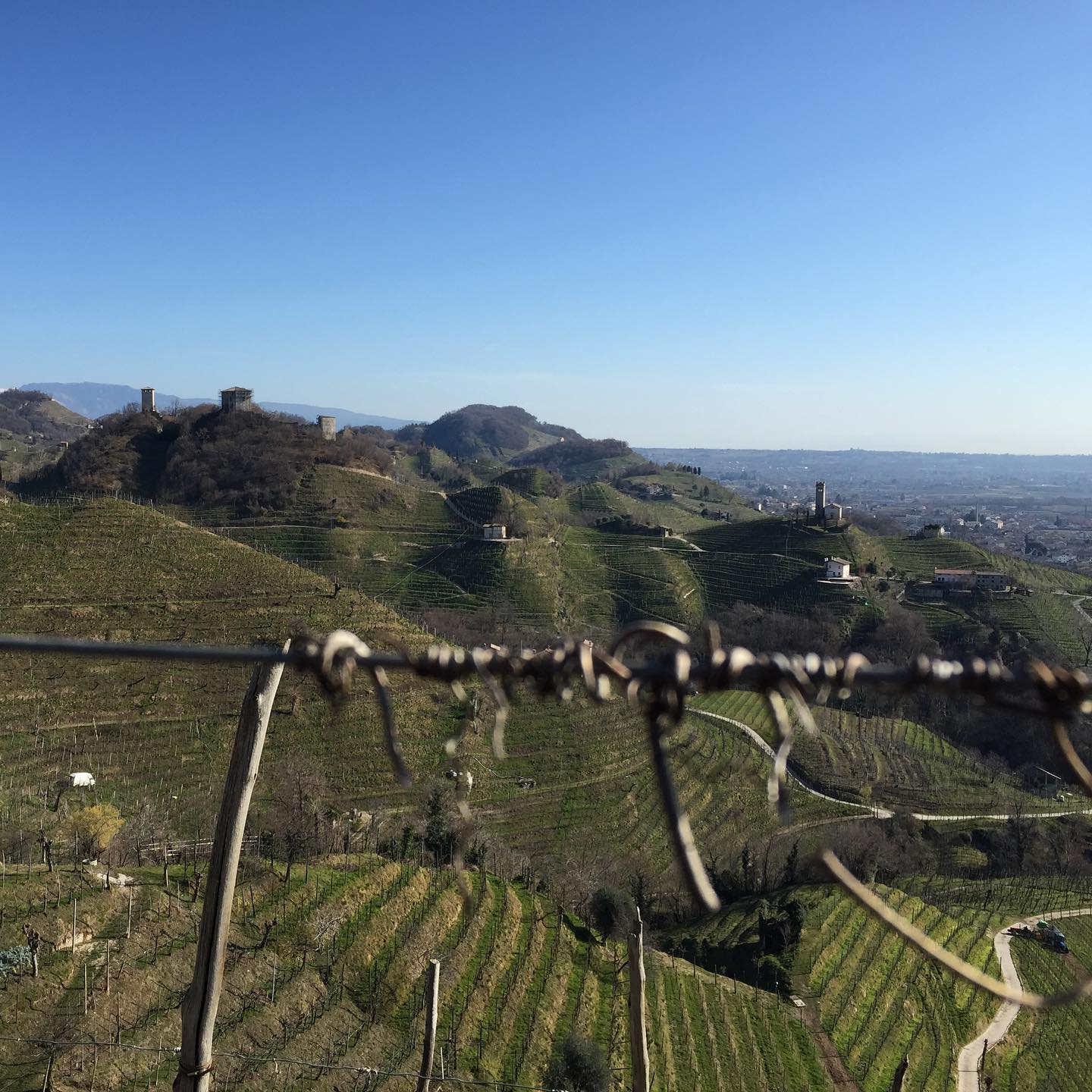
Una veduta sui vigneti di Valdobbiadene

La zona di produzione delle uve Pinot bianco, Pinot nero, Pinot grigio e Chardonnay destinate alla pratica tradizionale, oltre ai comuni già elencati, comprende il territorio di Cappella Maggiore, Cordignano, Revine Lago, San Fior, Sarmede, Segusino, Asolo, Caerano di San Marco, Castelcucco, Cavaso del Tomba, Cornuda, Crocetta del Montello, Fonte, Giavera del Montello, Maser, Monfumo, Montebelluna, Nervesa della Battaglia, Paderno del Grappa, Pederobba, Possagno, San Zenone degli Ezzelini, Volpago del Montello, Borso del Grappa e Crespano del Grappa.
Il Conegliano Valdobbiadene DOCG non va confuso con il Colli Asolani - Prosecco DOCG né con il Prosecco DOC, anch'essi a base di uva glera.

## Storia
Le prime testimonianze sull'enologia ai piedi delle Prealpi Bellunesi si riscontrano su alcune lapidi di epoca romana; nel VI secolo il valdobbianese Venanzio Fortunato, vescovo di Poitiers, ricordava le sue colline come «la terra in cui eternamente fiorisce la vite sotto la montagna dalla nuda sommità ove il verde ombroso protegge e ristora».
Si ritrovano poi, nel 1282, gli "Statuti Coneglianesi" e le lodi dei regnanti europei ai tempi della Repubblica di Venezia. Ma la prima citazione scritta riferita espressamente al "Prosecco" è di Francesco Maria Malvolti, nel n. VII de Il Giornale d'Italia.
Intorno al 1850 l'impegno di Marco Giulio Balbi Valier portò alla selezione del clone "Prosecco Balbi", vinificato in purezza ancora nel XXI secolo.
Nasce nel 1876 a Conegliano la "Scuola di Viticoltura ed Enologia d’Italia", dal 1923 divenuta "Stazione Sperimentale di Viticoltura ed Enologia". Nel 1962 viene costituito un consorzio di tutela che nel 1969 ottiene l'iscrizione dell'allora Prosecco di Conegliano e Valdobbiadene tra le DOC.
Nel 1966 vene tracciata (prima in Italia) la "Strada del Vino Bianco", ora divenuta "Strada del prosecco e vini dei Colli di Conegliano Valdobbiadene"; la Regione Veneto nel 2003 istituisce il distretto spumantistico.

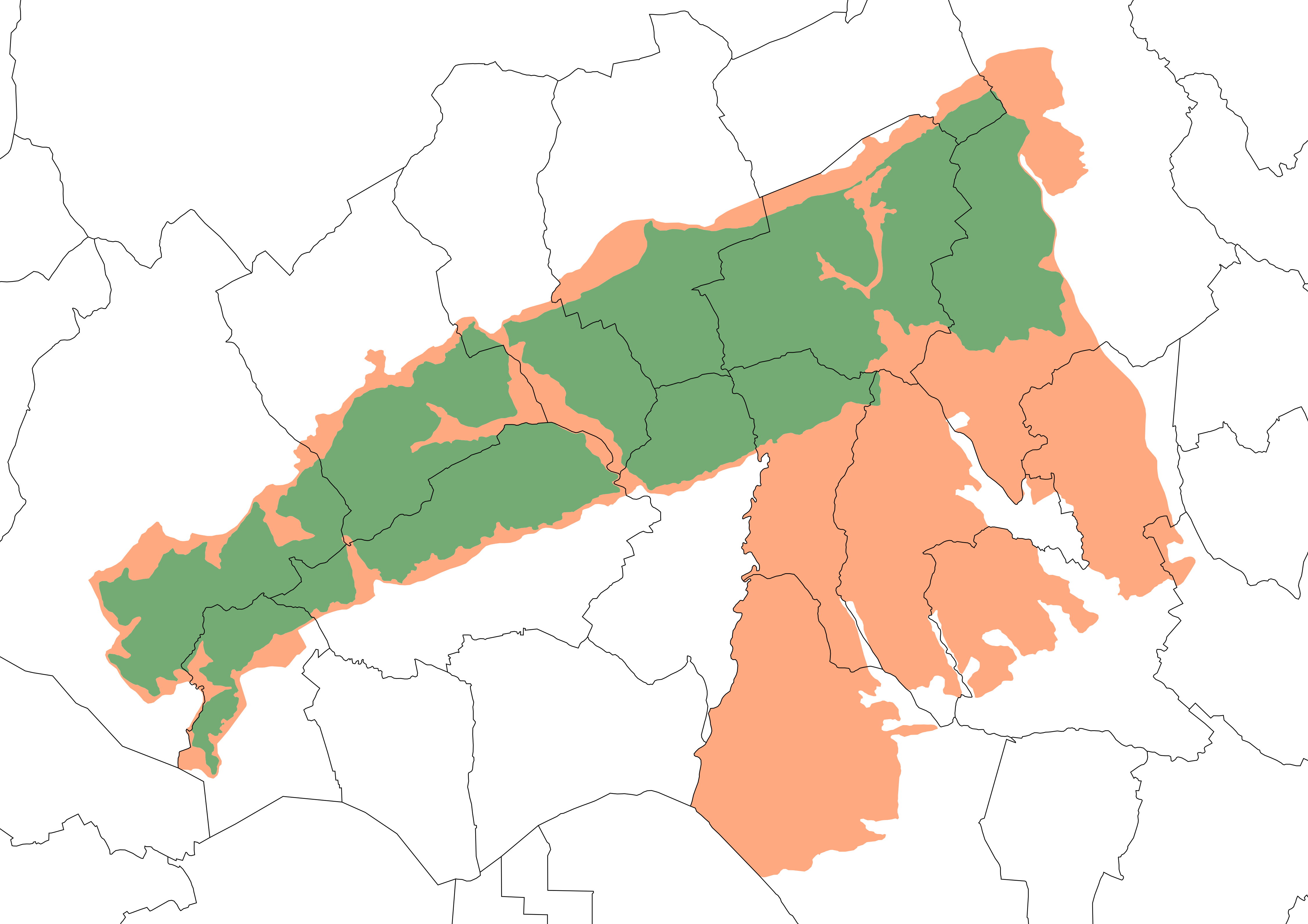
Mappa del Patrimonio dell'Umanità UNESCO "Colline del Prosecco di Conegliano e Valdobbiadene". In verde la zona centrale, in arancio la zona cuscinetto

Nel 2019 le colline del Conegliano e Valdobbiadene sono state inserite nella lista dei Patrimoni dell'umanità UNESCO.
L'area vitivinicola delle colline di Conegliano e Valdobbiadene conta più di 700 aziende agricole e cantine, tra le quali circa 150 sono riunite nel Consorzio per la Tutela del Conegliano-Valdobbiadene DOCG.

### Controversie
Venerdì 28 giugno 2019, pochi giorni prima della seduta del comitato UNESCO che avrebbe portato all'inserimento dei territori del Conegliano Valdobbiadene nella lista dei patrimoni dell'umanità, si è tenuto fuori dalla sede veneziana dell'UNESCO un sit-in ambientalista organizzato da diverse associazioni per la lotta contro l'uso massiccio di pesticidi in agricoltura. Gli attivisti hanno consegnato un fascicolo al rappresentante delle Nazioni Unite con varie considerazioni sulla questione dell'uso dei fitofarmaci nel territorio, evidenziando anche come nel rapporto ufficiale UNESCO non comparissero termini come "pesticida" o "inquinamento". Proteste simili si erano già verificate nello stesso territorio, attirando l'interesse di trasmissioni nazionali come Report, che ha messo in luce come le dichiarazioni degli amministratori locali e dei responsabili della sanità sulla salute ambientale delle colline siano in netto contrasto con le versioni degli abitanti della zona. Da chiarire che i motivi che hanno portato a innumerevoli discussioni sul tema della sostenibilità del territorio tra Conegliano Valdobbiadene sono stati puntualmente affrontati dalle Autorità locali, dal Consorzio di Tutela del Conegliano Valdobbiadene DOCG con il supporto degli enti preposti alla formazione e ricerca, in particolare nel settore vitivinicolo, come la Scuola Enologica di Conegliano, il Crea-VE Centro di Ricerca per la Viticoltura di Conegliano e l'Università degli Studi di Padova, che sempre a Conegliano tiene il corso in Scienze Viticole ed Enologiche. Infatti la Denominazione Conegliano Valdobbiadene, ad esempio, risulta essere la prima area in Europa ad avere messo al bando il glifosato, prodotto erbicida oggetto di controversie per la sua sospetta pericolosità.

## Tecniche di produzione
Il disciplinare conferma i sesti d'impianto e le forme di allevamento tradizionali a spalliera semplice o doppia, vietando le forme allevamento espanse.
La vendemmia delle uve che si intende etichettare con la menzione "rive" deve essere compiuta esclusivamente a mano.
Le operazioni di vinificazione, anche per la pratica tradizionale, devono essere effettuate nei comuni delimitati, in Orsago e in Arcade; quelle per il Cartizze solo nel comune di Valdobbiadene. Le spumantizzazioni, le dolcificazioni e l'imbottigliamento sono autorizzate nell'intera provincia di Treviso.
La categoria spumante può essere realizzata nelle versioni da Extra Brut a Dry. La categoria frizzante può essere da secco ad amabile. 
Qualora il vino frizzante prodotto per fermentazione in bottiglia presenti una velatura, è obbligatorio riportare in etichetta "rifermentazione in bottiglia"; può essere ovviamente solo di versione brut nature.
Dal 2009 è per legge vietato etichettare lo spumante con il nome "Prosecco". È d'obbligo chiamarlo Valdobbiadene o Conegliano Valdobbiadene. Il vino della microarea Cartizze deve riportare in etichetta la dizione: "Valdobbiadene Superiore di Cartizze". Il millesimo può essere segnalato solo se il vino proviene almeno all'85% dalla stessa annata.
La menzione "Rive" accompagnata dal nome della frazione richiede sempre l'indicazione dell'annata.
I tappi possono essere di sughero raso bocca nel vino tranquillo, raso bocca o a fungo nel frizzante e tappo a fungo marchiato negli spumanti.

## Tipologie
Come le altre 2 denominazioni, anche la DOCG Conegliano Valdobbiadene prevede 3 tipologie di vino: tranquillo, frizzante e spumante. Il frizzante può essere ottenuto anche con rifermentazione tradizionale (in bottiglia).
Per lo spumante sono previste le menzioni:
- Rive se le uve sono prodotte in vigneti posti in terreni scoscesi; ne sono identificate 43 aree.
- Cartizze se prodotto nella omonima microarea di 108 ettari.

Uvaggio: 
Glera minimo 85%; Verdiso, Bianchetta trevigiana, Perera e Glera lunga per la parte restante.
Per lo spumante ottenuto con la pratica tradizionale: Glera 85%; per la parte restante Pinot bianco, Pinot nero, Pinot grigio e Chardonnay, anche congiuntamente.
|                                | C. Valdobbiadene | C. Valdobbiadene Frizzante | C. Valdobbiadene Spumante | C. Valdobbiadene Superiore di Cartizze |
| titolo alcolometrico minimo    | 10,50% vol       | 10,50% vol                 | 11,00% vol                | 11,50% vol                             |
| acidità totale minima          | 4,5 g/l.         | 4,5 g/l.                   | 4,5 g/l.                  | 4,5 g/l.                               |
| estratto secco minimo          | 14,00 g/l        | 14,00 g/l                  | 14,00 g/l                 | 14,00 g/l                              |
| resa massima di uva per ettaro | 130 q.           | 130 q.                     | 130 q.                    | 120 q.                                 |
| resa massima di uva in vino    | 70%%             | 70%%                       | 70%%                      | 70%%                                   |

### Caratteri organolettici
Il Conegliano Valdobbiadene è un vino di colore paglierino leggero, moderata corposità e profumo fruttato e floreale. Nella tipologia "spumante", (Brut, Extra dry e Dry) sviluppa profumi d'agrumi e di note vegetali e floreali, frutta, mela e pera; al palato è morbido e asciutto grazie a una vivace acidità. La versione dry può esprimere anche sentori mielati ed è leggermente abboccato.
Nella microarea di Cartizze raggiunge profumi complessi, dalla mela alla pera, dall'albicocca agli agrumi, alla rosa, con al retrogusto una nota di mandorle glassate; la tipologia frizzante, infine, è fresco e ricco di profumi fruttati e floreali.

### Abbinamenti consigliati

#### Tipologia spumante
Il brut è adatto su antipasti di pesce e verdure, primi con frutti di mare e piatti di pesce al forno o a tutto pasto; l'extra dry è l'ideale aperitivo, viene proposto anche su minestre di legumi e frutti di mare, paste con delicati sughi di carne, formaggi freschi e carni bianche, soprattutto pollame. Il dry si adatta agli abbinamenti sia con dolci a pasta secca sia con cibi piccanti o speziate. Il Cartizze si abbina a dolci della tradizione, pasta frolla, crostate di frutta e focacce.